# Anna Olejniczuk-Merta
Anna Olejniczuk-Merta – polska ekonomistka, profesor tytularny w Katedrze Marketingu Wyższej Szkoły Przedsiębiorczości i Zarządzania im. Leona Koźmińskiego oraz w Instytucie Badań Rynku, Konsumpcji i Koniunktur.
Ekspert w zakresie marketingu, specjalizujący się w zarządzaniu obrotem towarowym oraz segmentami rynku młodzieżowego. W ramach prowadzonych prac badawczych koncentruje się na marketingu małych i średnich przedsiębiorstw (MŚP).

## Projekty badawcze
- 2005 – Uwarunkowania rozwoju rynków młodzieżowych w wybranych  krajach Europy Środkowo-Wschodniej
- 2003 – Satysfakcja studentów i pracowników WSPiZ
- 2003 – Współczesne dylematy młodych konsumentów
- 2002 – WSPiZ - wczoraj, dziś, jutro. Badanie własne WSPIZ
- 2002 – Rynkowe i społeczne przeobrażenia w Polsce w latach 90. a szanse i zagrożenia rozwoju dzieci i młodzieży
- 2001 – Więzi marketingowe firm z młodymi klientami

## Publikacje
- 2000 – Zarządzanie marketingowe małym i średnim przedsiębiorstwem, DIFIN
- 2001 – Rynek młodych konsumentów w Polsce, DIFIN,2001
- 2002 – Więzi marketingowe na rynku młodych konsumentów, Marketing i Rynek
- 2003 – Dylematy młodych konsumentów, IRWiK
- 2003 – Globalizacja rynku a aktywizacja sprzedaży w "Skuteczne zarządzanie sprzedażą w warunkach konkurencji - teoria, doświadczenia, tendencje.
- 2004 – Badania marketingowe na rynku młodych konsumentów, Rynek i Konsumpcja
- 2004 – Etyka w badaniach i działaniach marketingowych w "Kontrowersje wokół marketingu w Polsce: tożsamość, etyka, przyszłość
- 2004 – Rola marki na rynku młodzieżowym w "Zarządzanie produktem w warunkach globalizacji
- 2003 – Conduct of firms in the young consumer market before entering the European internal market w "Marketing of the companies in V4 countries one step before the entry to European Union
- 2003 – The Gender Dimensions of Social Security Reform in Poland w "The Gender Dimensions of Social Security in Central and Eastern Europe" International Labour Organization
- 2005 – Transformacja zachowań rynkowych młodzieży Rynek i konsumpcja, IRWiK
- 2006 – Strategie marketingowe firm w regionie środkowo-europejskim
- 2006 – Stagnacyjna tendencja w rozwoju rynku młodych konsumentów, Rynek i Konsumpcja
- 2006 – Impact of globalisation on the polish youth market